# 埃娃·舒兰诺娃
埃娃·舒兰诺娃（1946年4月24日—2016年12月31日），斯洛伐克女子田径运动员。她曾代表捷克斯洛伐克参加1972年和1976年夏季奥林匹克运动会田径比赛，其中1972年奥运会获得一枚铜牌。